# Ahauser Stausee
Der Ahauser Stausee (Stauanlage Ahausen) ist ein Stausee auf den Gebieten der Stadt Attendorn und der Gemeinde Finnentrop, Kreis Olpe, Nordrhein-Westfalen. Er wurde 1937/1938 angelegt und gehört heute dem Ruhrverband. Der Staudamm ist ein 165 m breiter Erddamm, die maximale Wassertiefe beträgt 13 m. 

## Kraftwerk
Der Stausee dient vorrangig der Stromerzeugung und der Vergleichmäßigung der Wasserabgaben durch das Kraftwerk der Biggetalsperre. Das Wasserkraftwerk mit zwei Kaplan-Turbine im mit Naturstein verkleideten Krafthaus hat eine Leistung von 2,2 Megawatt, dient zur Abdeckung der Spitzenlast und produziert jährlich etwa 3 Millionen Kilowattstunden. Das Kraftwerk wird von der Lister- und Lennekraftwerke GmbH betrieben.

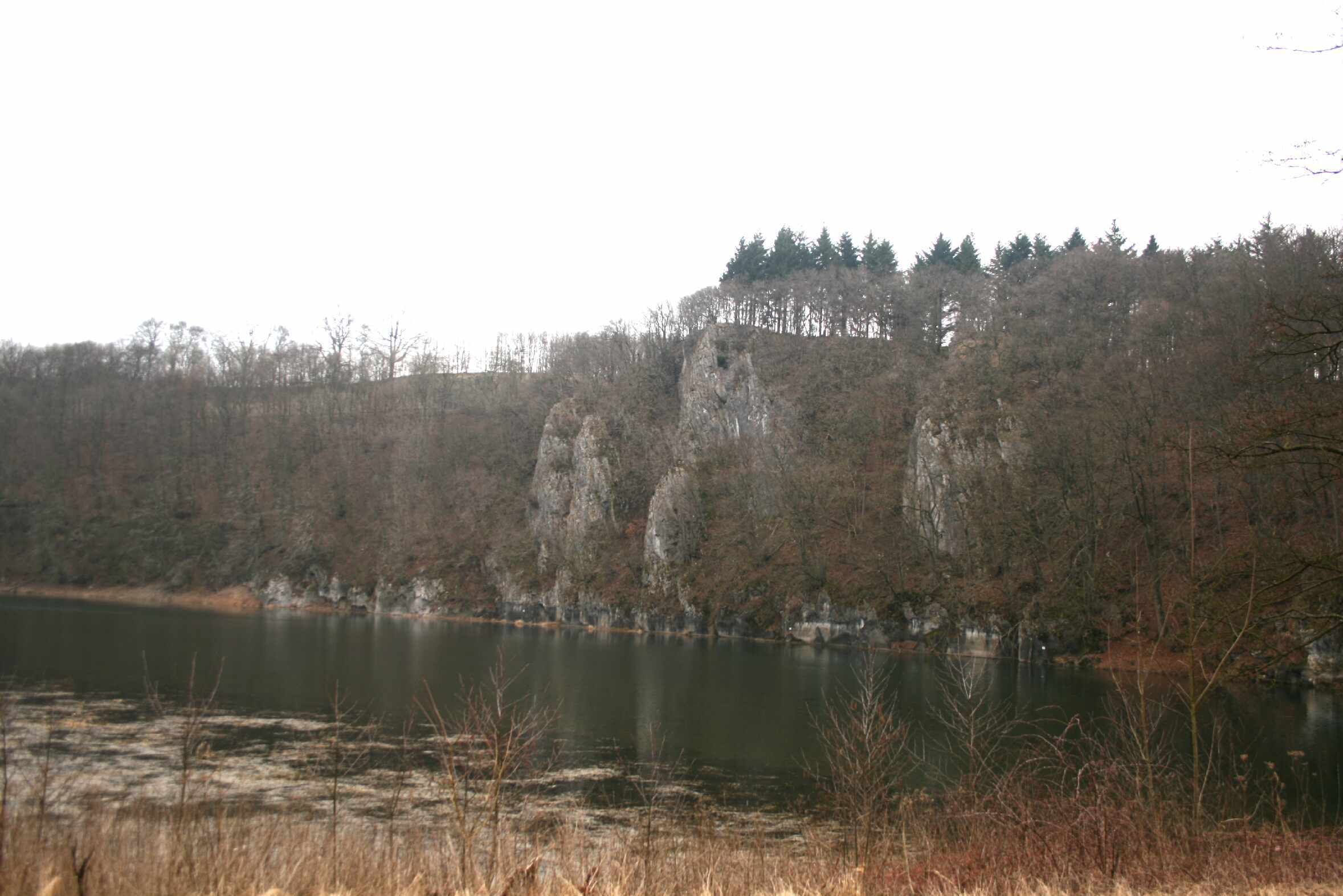
Senkrechte Felswand der Attendorn-Elsper Doppelmulde
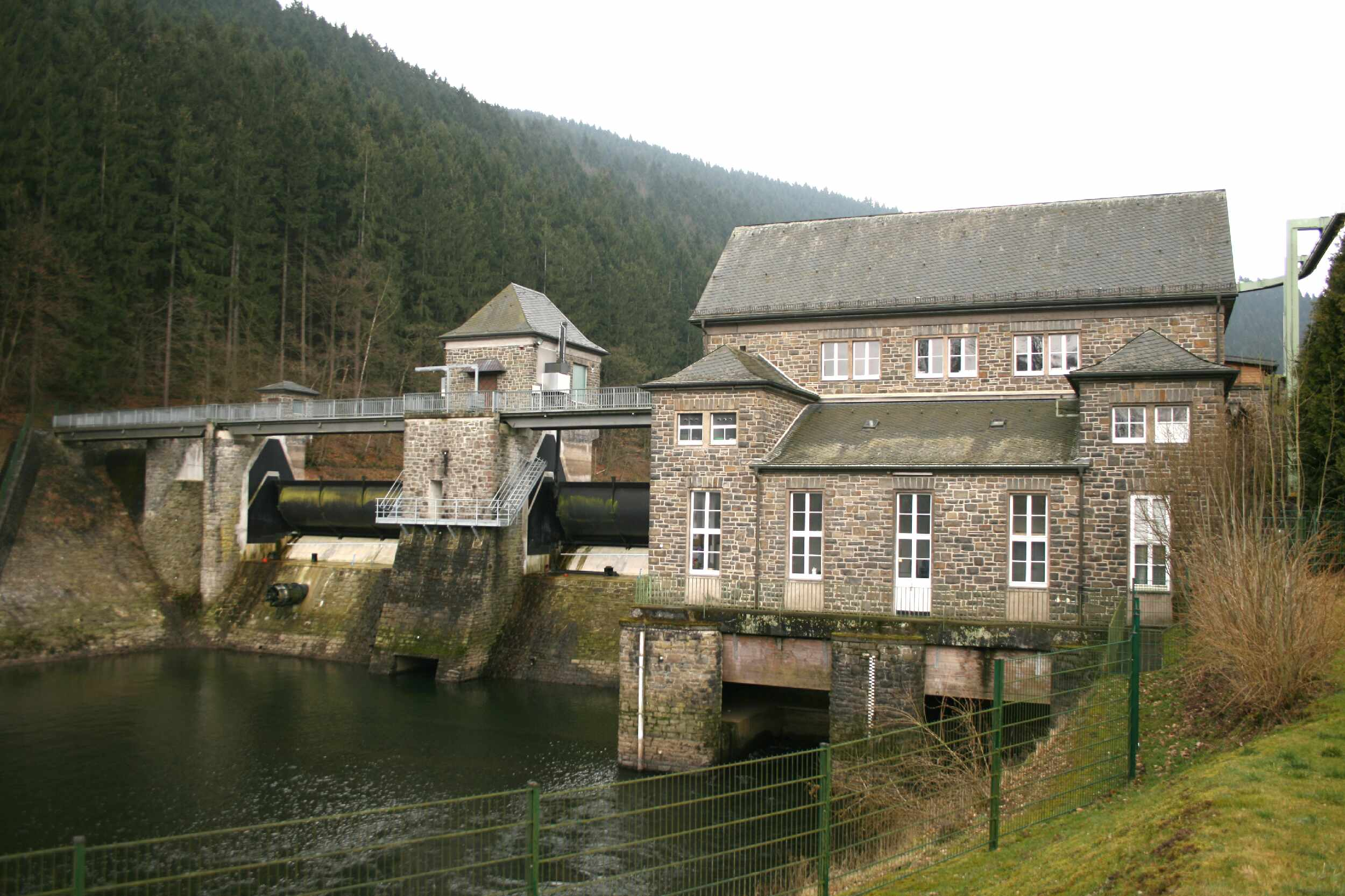
Maschinenhaus und Staumauer
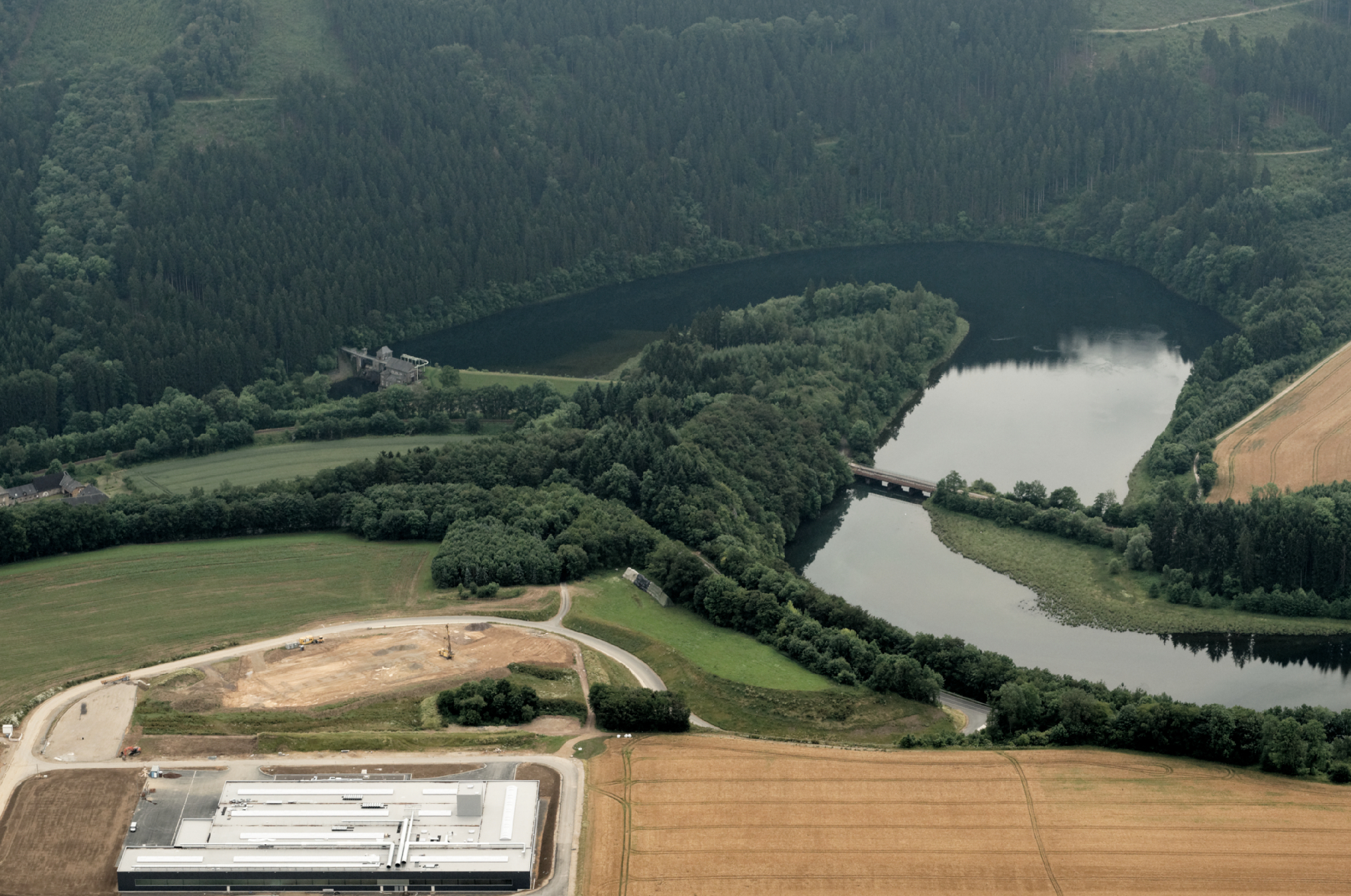
Luftaufnahme (2014)

## Erholung
Heute ist der Ahauser Stausee, der sich von Schloss Ahausen bis zur Schafsbrücke unterhalb der Burg Schnellenberg erstreckt, die stillste der drei Attendorn umgebenden Talsperren. Die beiden anderen sind die Listertalsperre und die Biggetalsperre. Am Stausee besteht die Möglichkeit zum Angeln. Jedes Jahr findet dort eine Regatta der Piraten, einer beliebten Bootsklasse, statt.
Nördlich des Stausees liegt der kleine Flugplatz Attendorn-Finnentrop.

## Naturschutzgebiet Ahauser Klippen und Stausee
Teilbereiche des Ahauser Stausees gehören seit 2003 zum 23,92 ha großen Naturschutzgebiet Ahauser Klippen und Stausee. Der Großteil der Fläche befindet sich auf dem Gebiet der Gemeinde Finnentrop. Das Gebiet wird durch die Landesstraße 539 in zwei Teilflächen geteilt.